# Hylobates pileatus
El gibón crestado (Hylobates pileatus) es un primate de la familia Hylobatidae. Tienen un dimorfismo sexual marcado en la coloración del pelo. Los machos son de color negro en su totalidad, mientras que las hembras tienen una coloración más grisácea, con solo el vientre y la cabeza negros. Se ubica en Tailandia, Laos y Camboya

## Distribución
La especie se ubica en el sudeste de Tailandia, un sector del sudeste de Laos (al occidente del río Mekong), y al Occidente de Camboya (lado occidental del Mekong). En Tailandia, el límite una vez alcanzado el río Bang Pakong, se extiende al norte el parque nacional Khao Yai, al este de la cuenca del río Lam Takhong y todas las áreas boscosas al este y sur del río Moon. En Khao Yai, el límite son las montañas Khao Rom y las zonas más altas del río Lam Takhong al Norte.

## Hábitat
Los gibones crestados se encuentran en hábitats selváticos, incluyendo bosques semicaducifolios, bosques caducifolios y peremnes, y bosques tropicales peremnes a treves de su área de distribución.

## Descripción
Hylobates pileatus pesa entre 4 y 8 kg y una talla entre 44 a 63,5 cm. Como los otros miembros del género Hylobates tienen un cuerpo delgado, brazos largos y no poseen cola. Los machos son de color negro con manos y pies blancos y las hembras tienen pelaje más grisáceo con el pecho y capelo negros.

## Reproducción
El periodo de gestación es de 228 días. Son monógamos, la base del grupo social es la pareja con sus crías. Durante la adolescencia tanto las hembras como los machos dejan su grupo. Se ha observado poligamia en esta especie.

## Comportamiento
Los gibones crestados son arbóreos y diurnos. Estos duermen y descansan sobre la copa de los árboles. Son de carácter social y viven en pequeños grupos familiares de 3 a 4 individuos. Son braquiadores, desplazándose por los árboles con saltos de hasta 10 metros. También pueden desplazarse lentamente por distancias cortas bipedestando.
Son animales muy territoriales, con una defensa activa del territorio por parte del grupo familiar con demostraciones de amenaza y vocalizaciones. Estas áreas tienen en promedio 25 ha. Estos sonidos frecuentemente se emiten a dúo por parte de la pareja de gibones. En general estas vocalizaciones sirven para proteger el territorio y fomentar la unión de la pareja.

## Dieta
Los gibones crestados comen hojas, frutos, flores, yemas e insectos. También comen invertebrados, huevos y polluelos.

## Estado de conservación
En 2008, esta especie fue catalogada como «en peligro de extinción» EN (del inglés endangered), en la lista roja de la UICN. El motivo de la inclusión se debe a que se estima una reducción del 50% en el plazo de 45 años, entre el periodo comprendido de 1970 a 2015, debido a la pérdida permanente del bosque y perdida de individuos maduros debido a la cacería.